# شاکدویپ
شاکدویپ (سانسکریت: शाकद्वीप، آوانگاری: Śākadvīpa، ت. «جزیره ساج»)، جزیره ای است که در اسطوره‌شناسی هندو نمایش داده شده است. نام این جزیره برگرفته از یک درخت بزرگ ساج است که در میان جزیره مورد احترام است. زمین و ساکنان آن در پوراناها شرح داده شده است.

## برهما پورانا
به گفته برهما پورانا، اقیانوسی که به نام کشیرا ساگارا شناخته می‌شود ساکادویپا را احاطه کرده است، که گفته می‌شود این جزیره دو برابر بزرگ‌تر از کرونچدویپ (سانسکریت: क्रौञ्चद्वीप، آوانگاری: Krauñcadvīpa، ت. «جزیره کراوچ»)، جزیره‌ای دیگر است. فرمانروای جزیره بهاویا نامیده می‌شود و از او به عنوان داشتن هفت پسر یاد می‌شود که به هر کدام منطقه ای از زمین را اداره می‌کنند: جالادا، سوکومارا، کائومارا، مانیچاکا، کوسوموتارا، موداکا و ماهادروما. هفت کوهی که در این جزیره وجود دارند عبارتند از: اودایا، جلادهارا، رایوتاکا، شیاما، آمبیکیا، آستیکیا و کساری. درخت شاکا (ساج) بزرگی در آنجا رشد می‌کند که گاندارواس و سیدا در آنجا می‌رویند. اعضای چهار ورن (هندوئیسم) که در اینجا زندگی می‌کنند، این کار را بدون ابتلا به هیچ بیماری انجام می‌دهند. آنها ماگا برهمانا، ماگادها کشاتریا، ماناساها وایشیا و مانداگاها شودرا هستند.
هفت رودخانه مقدسی که از این جزیره می‌گذرند عبارتند از: سوکوماری، کوماری، نالینی، رنوکا، ایکشو، دهنوکا و گابهستی. هیچ افراطی در هیچ احساسی توسط جزیره‌نشینان بیان نشده است. ویشنو در اینجا به صورت سوریا (ایزد) به پرستش آمده است.